# Melanorivulus violaceus
Melanorivulus violaceus, es un pez actinopeterigio de agua dulce, de la familia de los rivulines.
La longitud máxima descrita fue de 5 cm.

## Distribución y hábitat
Se distribuye por América del Sur, por ríos de la cabecera del río Araguaia, en Brasil. En los arroyos que habita tiene comportamiento bentopelágico y no migrador, prefiriendo temperaturas del agua entre 24 y 28 °C.